# Бук, Отто
Отто(н) Петрович Бук (нем. Buek; 19.11.1873, Санкт-Петербург — 1966, Париж) — немецкий философ, толстовец и неокантианец, антивоенный активист. Доктор философии.
Учился в Петришуле с 1884 по 1891 год, где закончил полный гимназический курс. Окончил естественный разряд физико-математического факультета Петербургского университета по специальности «химия» с дипломом первой степени, затем учился в Гейдельбергском университете, сперва на естественнонаучном факультете, а затем на философском; после чего учился в Марбурге, где получил степень доктора философии. С 1905 г. в Берлине. Там он привлекался к суду за пропаганду толстовства и анархизма. Критик марксизма.
В октябре 1914 года Бук стал одним из четырех (остальные — А. Эйнштейн и В. Фёрстер) подписавших составленное Г. Ф. Николаи антивоенное «Воззвание к европейцам».
Проф. Нина Дмитриева характеризует его как «русского неокантианца, игравшего исключительную роль в немецко-русском диалоге начала XX века, в особенности в полемике о пацифизме».